# Staurogyne panayensis
Staurogyne panayensis är en akantusväxtart som beskrevs av Cornelis Eliza Bertus Bremekamp. Staurogyne panayensis ingår i släktet Staurogyne och familjen akantusväxter. Inga underarter finns listade i Catalogue of Life.